# Alfred Schnegg
Alfred Schnegg (Neuchâtel, 8 december 1912 – aldaar, 22 december 1989) was een Zwitsers letterkundige, historicus en archivaris.

## Levensloop
Schnegg groeide op in het dorp Le Locle waar zijn vader Paul Schnegg dominee was. Na studies aan de universiteit van Heidelberg, Neuchâtel en Lausanne behaalde hij de graad van licentiaat in de letteren (1935). Later promoveerde hij in Neuchâtel in de letteren (1944). Hij was intussen leraar. 
In 1943 startte Schnegg zijn carrière bij het Kantonnaal archief of Staatsarchief van Neuchâtel. Vanaf 1946 was hij er adjunct-archivaris. Van 1950 tot 1977 was Schnegg kantonnaal archivaris van Neuchâtel. Hij en zijn team inspireerden Bernard Liègme (1927-2013) tot het schrijven van het theaterstuk Les archivistes in 1981.
Hij was bestuurslid van het kunsthistorisch genootschap van Zwitserland: alsook van het historisch genootschap van Zwitserland in Bern. Van 1961 tot 1976 was hij hoofdredacteur van het tijdschrift Musée neuchâtelois.
Schnegg was gehuwd met Denise Emy Nardin (1921-2009). Hij overleed nadat een auto hem overreed op 77-jarige leeftijd.

## Onderzoekswerk
Uit zijn doctoraatswerk volgde de publicatie Les entreprises du duc de Bourgogne contre les suisses, dat in Bazel uitkwam in 1948. Hierin analyseerde hij op kritische wijze het werk van Abraham de Pury uit 1884 over de invasie van Karel de Stoute, hertog van Bourgondië, in Zwitserland.
Zijn notities zijn bewaard in het Kantonnaal van Neuchâtel. Ze bevatten opzoekingen naar historische personages zoals François de Langes baron van Lubières die gouverneur was van het prinsdom Orange (1697-1702) en het vorstendom Neuchâtel (1714-1720), na een tussenperiode in de Republiek der Verenigde Nederlanden. Andere onderzochte personen waren Jean Le Chambrier (1721-1740), zaakgelastigde van Pruisen in Parijs, Jean-François de Chambrier. Frédéric de Mulinen, Isabelle de Gélieu en Isabelle de Charrière. 
Sommige notities publiceerde hij zoals het boek Comment Neuchâtel devint suisse (1948), ofwel artikelen in het tijdschrift Musée neuchâtelois.